# 도성

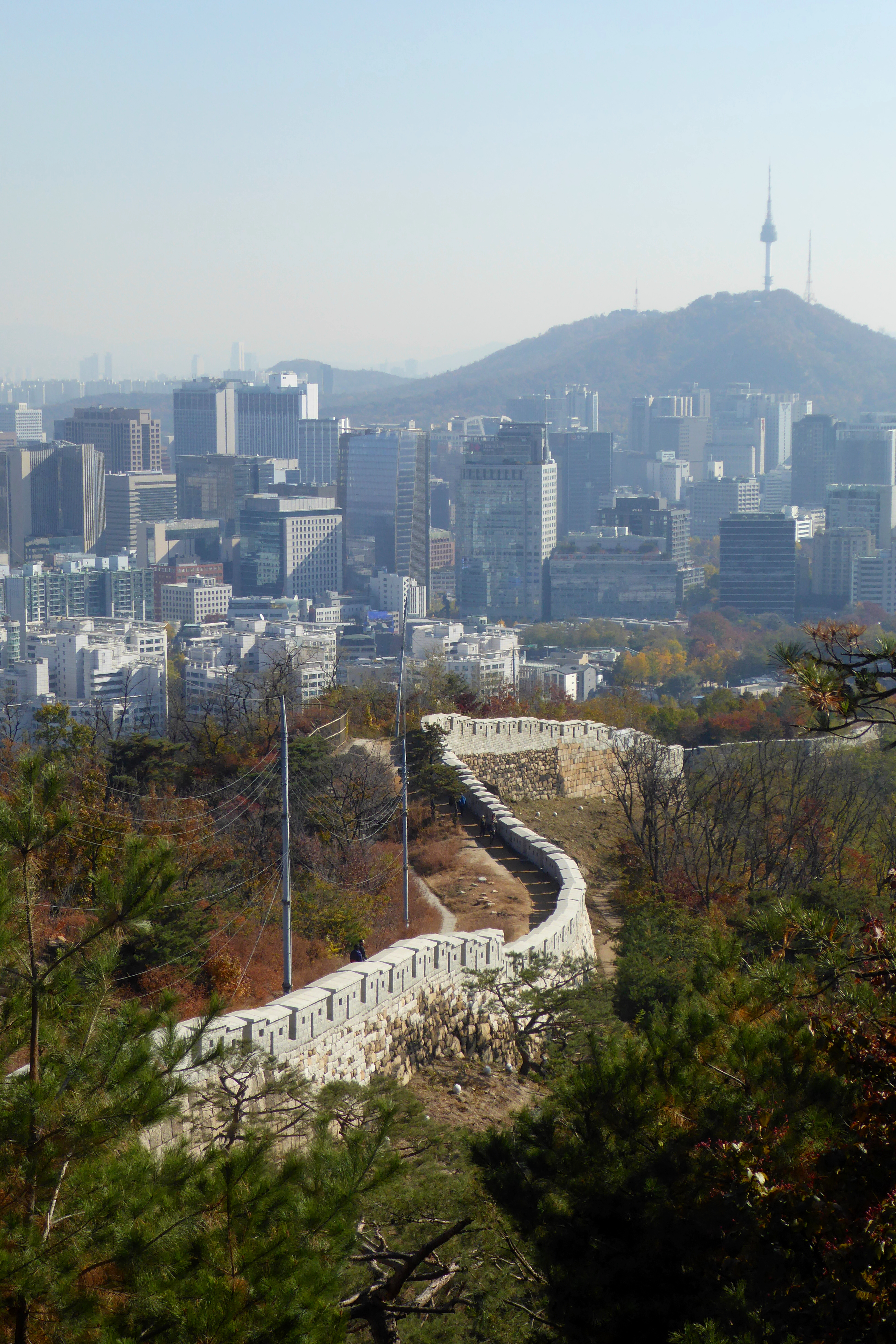
조선 시대에 한양도성은 수도 한성부의 도심 지역을 둘러싼 도성이었다.

도성(都城)은 동아시아권에서 수도(首都)를 둘러싼 성(城)을 일컫는 말이다.

## 한국
표준국어대사전은 '도성'이라는 단어 그 자체가 전근대에 수도에 위치한 성을 일컫는 말이라고 풀이하고 있다. 따라서 국어학적으로 도성이라는 단어에서 '도(都)'라 함은 왕도(王都) 내지는 도읍지(都邑地)로서 한 나라의 수도(首都)를 일컫는 의미이고, 현대의 지리학적 개념으로서 '도시'(都市)를 뜻하는 의미가 아님에 유의할 필요가 있다. 한국에서 수도 서울이 아닌 지방의 고을에 지어진 성곽의 경우, 평지에 지어진 것은 읍성(邑城), 산지에 지어진 것은 산성(山城)이라고 불리었다.:5-6
한국의 도성은 삼국시대에 주로 군사적·실용적 기능이 강조되었으나, 고려와 조선시대에 들어서는 군사적 기능보다 왕권을 나타내는 상징적 기능이 강조되었다. 이에 따라 고려·조선시대에는 외적이 수도 가까이에 쳐들어오더라도 도성에서 방어전을 펼치는 것이 아니라, 도성을 비우고 피난을 가는 경우가 대부분이었다. 현재에 남아 있는 유적으로서 한국 문명에서 도성에 해당하는 것은 삼국시대 백제의 도성인 풍납토성, 몽촌토성과 조선의 도성인 한양도성 등을 들 수 있다.:6-9

## 중국에서의 도성제 원리와 한국에의 영향
중국의 고대 도성제는 주례(周禮) 고공기에 의해 확립된 것으로 전해진다. 주례 고공기가 제시한 것으로 널리 알려진 도성 축조의 중요한 원칙 중 하나는 왕궁의 왼편에 종묘, 오른편에 사직을 두고, 앞에는 조정을, 뒤에는 시장을 두도록 하는 "좌조우사 면조후시(左祖右社 面朝後市)"였다.:3-4 이 원칙은 조선시대에 수도 한성의 도심부를 축조함에 있어 부분적으로 반영이 되었는데, 예를 들어 법궁인 경복궁 동쪽(왼쪽)에 종묘, 서쪽(오른쪽)에 사직단, 남쪽(앞쪽)에 육조가 위치한 것은 '좌조우사'와 '면조'의 원칙을 준수한 것이다. 그러나 한편으로 경복궁은 북악산을 주산으로 뒤에 두고 있어 시장을 마련할 공간을 궁궐의 뒷편에서 마련하기 어려웠으므로, 조선은 15세기에 시전을 현재의 종각 근처에 건설함으로써 '후시'의 원칙에 예외를 두었다.:96–100

## 같이 보기
- 방벽
- 성곽
- 한양도성
- 궁예도성